# فرومانس (فرقة)
فرومانس (بالإنجليزية: Vromance) هي فرقة موسيقية من كوريا الجنوبية تشكلت في يوليو 2016 بواسطة وا إنترتينمنت. جميع أعضائها من الذكور، وهم بارك جانغ هيون (Park Jang-hyun)، بارك هيون كيو (Park Hyun-kyu)، لي تشان دونغ (Lee Chan-dong)، لي هيون سيوك (Lee Hyun-seok)

## الأعمال الغنائية

### ألبومات
| عنوان                                                                      | تفاصيل الألبوم | الترتيب        | عدد المبيعات |
| عنوان                                                                      | تفاصيل الألبوم | كوريا الجنوبية | عدد المبيعات |
| -------------------------------------------------------------------------- | --- | -------------- | ------------ |
| The Action                                                                 | - الإصدار: 12 يوليوز 2016 - شركة الإنتاج: وا إنترتينمنت، لوين إنترتينمنت - نوع: سي دي، التحميل الرقمي قائمة أغاني 1. Introduce (featuring Basick) 2. Old Lovers (오래된 연인들) 3. She (여자 사람 친구) 4. Bing (빙) (featuring Big Tray) 5. Already Winter (벌써 겨울) 6. She (여자 사람 친구) (instrumental) | 28             | 567+         |
| Romance                                                                    | - الإصدار: 6 يناير 2017 - شركة الإنتاج: وا إنترتينمنت، لوين إنترتينمنت - نوع: سي دي، التحميل الرقمي قائمة أغاني 1. I'm Fine 2. Three Years Unemployed (삼년째 백수) 3. Let's Not Break Up (헤어지지 말자) 4. Thanks For Being Pretty (예뻐서 고마워) 5. Fishery Management (어장관리)                          | 32             | 657+         |
| تشير "-" إلى الإصدارات التي لم يتم رسمها أو لم يتم إصدارها في تلك المنطقة. | |                |              |

### الأغاني
| عنوان                                                                      | سنة  | الترتيب        | المبيعات (DL) | ألبوم             |
| عنوان                                                                      | سنة  | كوريا الجنوبية | المبيعات (DL) | ألبوم             |
| -------------------------------------------------------------------------- | ---- | -------------- | ------------- | ----------------- |
| "She" (여자 사람 친구)                                                     | 2016 | —              | - KOR: 4,375+ | The Action        |
| "Selfish" (어장관리)                                                       | 2016 | —              | —             | Romance           |
| "I'm Fine"                                                                 | 2017 | —              | —             | Romance           |
| "Wake Up Call" (모닝콜)                                                    | 2017 | —              | —             | ليست ضمن أي ألبوم |
| "Flower" (꽃)                                                              | 2018 | —              | —             | ليست ضمن أي ألبوم |
| "Star" (별)                                                                | 2018 | سيُعلن لاحقاً    | سيُعلن لاحقاً   | ليست ضمن أي ألبوم |
| تشير "-" إلى الإصدارات التي لم يتم رسمها أو لم يتم إصدارها في تلك المنطقة. |      |                |               |                   |

### أغاني ديو
| عنوان                                        | سنة  | الترتيب        | عدد المبيعات  | ألبوم      |
| عنوان                                        | سنة  | كوريا الجنوبية | عدد المبيعات  | ألبوم      |
| -------------------------------------------- | ---- | -------------- | ------------- | ---------- |
| "Already Winter" (بارك جانغ هيون مع هوه غاك) | 2015 | 67             | - KOR:81,008+ | The Action |

### أغاني تصويرية
| عنوان                             | سنة  | الترتيب        | عدد المبيعات (DL) | ألبوم                     | الأعضاء             |
| عنوان                             | سنة  | كوريا الجنوبية | عدد المبيعات (DL) | ألبوم                     | الأعضاء             |
| --------------------------------- | ---- | -------------- | ----------------- | ------------------------- | ------------------- |
| "Love Is..."                      | 2013 | 69             | - KOR: 115,001+   | الورثة (مسلسل كوري)       | جانغ هيون وهيون كيو |
| "Two People (두 사람)"            | 2013 | 65             | - KOR: 110,892+   | الورثة (مسلسل كوري)       | جانغ هيون           |
| "Love Is... (acoustic ver.)"      | 2013 | —              | —                 | الورثة (مسلسل كوري)       | هيون كيو            |
| "I Fall In Love" (feat. Obroject) | 2017 | 99             | - KOR: 19,304+    | المرأة القوية دو بونغ سون | كل الفرقة           |
| "Full of Wonders"                 | 2017 | —              | —                 | رجل لرجل                  | كل الفرقة           |

## وصلات خارجية
- فرومانس على موقع ميوزك برينز (الإنجليزية)